# Mohamed Tahir Ayala

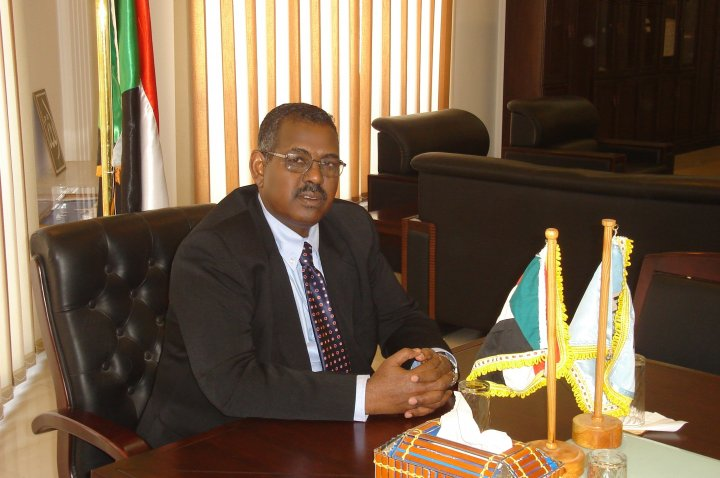
Mohamed Tahir Ayala

Mohamed Tahir Ayala (arabisch محمد طاهر أيالا, DMG Muḥammad Ṭāhir Ayālā, * 1951 in  Jubayt) ist ein sudanesischer Politiker, der von Februar bis April 2019 als Premierminister des Sudan fungierte. Zuvor war er ab 2015 Gouverneur des Bundesstaates al-Dschazira. Am 11. April 2019 wurde er durch einen Staatsstreich abgesetzt.

## Leben
Ayala wurde 1951 in der Kleinstadt Jubayt im Osten des Sudan geboren und absolvierte das Studium der Wirtschaftswissenschaften an der Universität von Khartum und der Cardiff University mit einem Bachelor- bzw. Master-Abschluss. Kurz nach dem Staatsstreich Omar al-Bashirs im Jahr 1989 wurde er zum Direktor der Sudan Seaports Corporation ernannt und später Minister für Straßen und Brücken. 2005 wurde er zum Gouverneur des Bundesstaates al-Bahr al-ahmar ernannt. Ab 2015 war er Gouverneur des Bundesstaates al-Dschazira. Im November 2017 bot der sudanesische Präsident Omar al-Bashir Ayala seine Unterstützung für die geplanten Präsidentschaftswahlen 2020 an. Am 22. Februar 2019 setzte Staatspräsident Baschir die gesamte Regierung ab und erklärte für ein Jahr den Ausnahmezustand. Ayala kam als kommissarischer Premierminister ins Amt. Am 11. April 2019 wurde er zusammen mit Omar al-Bashir durch einen Staatsstreich abgesetzt. Noch am selben Abend wurde Awad Ibn Auf als Vorsitzender des Militärrats (Transitional Military Council, TMC) vereidigt, als Stellvertreter Generalstabschef Gamal Abdel-Maruf ernannt. Nach anschließendem monatelangen Machtkampf zwischen Zivilisten und Militärs nominierte die Oppositionsbewegung Forces of Freedom and Change (FFC) am 20. August 2019 Abdalla Hamdok für das Amt des Premierministers.